# Mickaël Facchinetti
Pour les articles homonymes, voir Facchinetti.
Mickaël Facchinetti, né le 15 février 1991 à Neuchâtel, est un footballeur suisse évoluant au poste de latéral gauche.
Il est le petit-fils de Gilbert Facchinetti, le président d'honneur du club de Neuchâtel Xamax.

## Carrière
Il joue comme défenseur pour le club du Neuchâtel Xamax FC jusqu'à la faillite du club en janvier 2012. Il s'engage alors au A.C. Chievo Vérone évoluant en Serie A. Il retourne cependant en Suisse après une demi-saison, sans avoir joué en Italie pour cause de blessure, et signe avec le FC Lausanne-Sport.
Facchinetti complète deux saisons au sein du FC Lausanne-Sport où il parvient à s'imposer comme titulaire au poste de latéral gauche. Sa deuxième saison assez satisfaisante lui ouvre les portes d'un départ. Fin mai 2014, il rejoint le FC Saint-Gall.
Il met quelques semaines à s'imposer en tant que titulaire en raison de la forte concurrence à son poste dans son nouveau club. Il parvient finalement à s'imposer comme numéro un aux yeux de son entraîneur et finit sa première saison avec de bonnes prestations. Début 2016, il choisit de quitter le FC Saint-Gall en raison de sa baisse de temps de jeu et de la santé de son grand-père, auprès duquel il voulait passer son temps.
Il revient donc à Neuchâtel et s'engage avec le Neuchâtel Xamax FCS. Il y réalise de très bonnes performances durant six mois ce qui lui permet de vite retrouver la Super League en rejoignant le FC Thoune, club entrainé par Jeff Saibene, son ancien coach au FC Saint-Gall. 
Mickaël s'impose directement dans son nouveau club et hausse son niveau de jeu au cours de la saison. Il finit même par marquer son premier but en Super League contre le FC Lucerne, le 6 mai 2017, après sept saisons au niveau professionnel.
Le 19 mars 2020, il est licencié du FC Sion pour avoir refusé d'être mis au chômage technique, à la suite de la pandémie de coronavirus.
Il évolue depuis octobre 2020 au FC Lugano dans le Tessin. En janvier 2021, il a prolongé son contrat avec le FC Lugano jusqu'en 2022. Son contrat au FC Lugano se termine en juin 2023.

## Statistiques
| Saison                | Club                  | Championnat           | Championnat | Championnat | Coupe(s) nationale(s) | Coupe(s) nationale(s) | Total | Total |
| Saison                | Club                  | Division              | M.          | B.          | M.                    | B.                    | M.    | B.    |
| 2008-2009             | Neuchâtel Xamax       | Super League          | 1           | 0           | -                     | -                     | 1     | 0     |
| 2009-2010             | Neuchâtel Xamax       | Super League          | 4           | 0           | -                     | -                     | 4     | 0     |
| 2010-2011             | Neuchâtel Xamax       | Super League          | 22          | 0           | 5                     | 0                     | 27    | 0     |
| 2011-2012             | Neuchâtel Xamax       | Super League          | 15          | 0           | 2                     | 0                     | 17    | 0     |
| Sous-total            | Sous-total            | Sous-total            | 42          | 0           | 7                     | 0                     | 49    | 0     |
| 2012-2013             | FC Lausanne-Sport     | Super League          | 29          | 0           | 2                     | 0                     | 31    | 0     |
| 2013-2014             | FC Lausanne-Sport     | Super League          | 31          | 0           | 4                     | 0                     | 35    | 0     |
| Sous-total            | Sous-total            | Sous-total            | 60          | 0           | 6                     | 0                     | 66    | 0     |
| 2014-2015             | FC Saint-Gall         | Super League          | 23          | 0           | 2                     | 0                     | 25    | 0     |
| 2015-2016             | FC Saint-Gall         | Super League          | 12          | 0           | -                     | -                     | 12    | 0     |
| Sous-total            | Sous-total            | Sous-total            | 35          | 0           | 2                     | 0                     | 37    | 0     |
| 2015-2016             | Neuchâtel Xamax FCS   | Challenge League      | 10          | 0           | -                     | -                     | 10    | 0     |
| 2016-2017             | Neuchâtel Xamax FCS   | Challenge League      | 4           | 0           | -                     | -                     | 4     | 0     |
| Sous-total            | Sous-total            | Sous-total            | 14          | 0           | -                     | -                     | 14    | 0     |
| 2016-2017             | FC Thoune             | Super League          | 31          | 1           | -                     | -                     | 31    | 1     |
| 2017-2018             | FC Thoune             | Super League          | 25          | 0           | 3                     | 2                     | 28    | 2     |
| 2018-2019             | FC Thoune             | Super League          | 10          | 1           | 1                     | 0                     | 11    | 1     |
| Sous-total            | Sous-total            | Sous-total            | 66          | 2           | 4                     | 2                     | 70    | 4     |
| 2018-2019             | APOEL Nicosie         | Division 1            | 4           | 0           | -                     | -                     | 4     | 0     |
| Sous-total            | Sous-total            | Sous-total            | 4           | 0           | -                     | -                     | 4     | 0     |
| Total sur la carrière | Total sur la carrière | Total sur la carrière | 221         | 2           | 19                    | 2                     | 240   | 4     |

## Palmarès
- Champion de Chypre 2018-2019 avec l’APOEL Nicosie.

- Vainqueur de la coupe de Suisse 2021-2022 avec le FC Lugano